# Pusurinjärvi
Pusurinjärvi är en sjö i Finland. Den ligger i kommunen Lieksa i landskapet Norra Karelen, i den östra delen av landet, 500 km nordost om huvudstaden Helsingfors. Pusurinjärvi ligger 202,3 meter över havet. Den är 2,2 meter djup. Arean är 59,2 hektar och strandlinjen är 4,62 kilometer lång. Sjön  ingår i Vuoksens huvudavrinningsområde.   I omgivningarna runt Pusurinjärvi växer i huvudsak barrskog.